# Collégiale Saint-Pierre d'Angers
Pour les articles homonymes, voir collégiale Saint-Pierre.
La Collégiale Saint-Pierre d'Angers était une ancienne collégiale située à Angers, située place du Ralliement.

## Fondation
Un débat a longtemps couru à Angers pour déterminer qui de Saint-Pierre ou de Saint-Maurice était l'édifice de culte le plus ancien de la ville ; la question était d'ordre hiérarchique pour savoir lequel primait sur l'autre. Depuis les travaux de Luce Piétri (cf. Bibliographie), on sait que le premier édifice chrétien d'Angers est la cathédrale et non Saint-Pierre.
Si la date de construction de l'édifice originel est inconnue, la Vita S. Maurilii Ia nous informe que cette église existait déjà du temps de l'évêque Maurille, c'est-à-dire entre 423 et 453.

## Disparition
La collégiale Saint-Pierre a été démolie en 1791, après avoir été vendue comme Bien national. Plus aucune trace n'en est visible (actuelle place du Ralliement).

## Évolution du vocable
La date d'apparition du vocable à l'apôtre Pierre est inconnue. Elle a conservé sa dédicace tout au long de son activité.

## Évolution du statut durant la période d'activité
- La première fonction de Saint-Pierre était d'ordre funéraire (elle était une memoria), qui a toutefois rapidement obtenu des fonctions paroissiales.
- Elle devient église collégiale (c'est-à-dire qu'un collège de chanoines s'y occupe du service liturgique) lors de la reconstruction du bâtiment au début du XIe siècle. Jehan Daniel, auteur de noëls, en est l'organiste et le chapelain de 1520 à 1531[1].

## Sépulture
Gohard de Nantes, évêque de cette ville et seigneur de Blain, mort en martyr en 843, massacré avec ses fidèles dans  sa cathédrale par les normands fut inhumé dans la collégiale (Angers étant sa ville natale).